# Jan Vilímek
Jan Vilímek, né le 1er janvier 1860 à Žamberk (Royaume de Bohême) et mort le 15 avril 1938 à Vienne, est un peintre et illustrateur tchécoslovaque.

## Biographie
À la fin du XIXe siècle Jan Vilímek réalise des portraits d'éminentes personnalités tchèques et étrangères (Karel Kovařovic, Ladislav Quis, Josef Dobrovský entre autres). Durant les années 1880 ces portraits sont régulièrement publiés dans des magazines de Prague tels que Humoristické listy, Zlatá Praha et Světozor. Dans les années 1890 quelques-unes de ces illustrations sont éditées dans le České album. 
Il s'installe plus tard à Vienne où il dessine des portraits de personnalités associées au théâtre. Il y est connu sous le nom de Johann Vilimek. 

## Portraits de Jan Vilímek

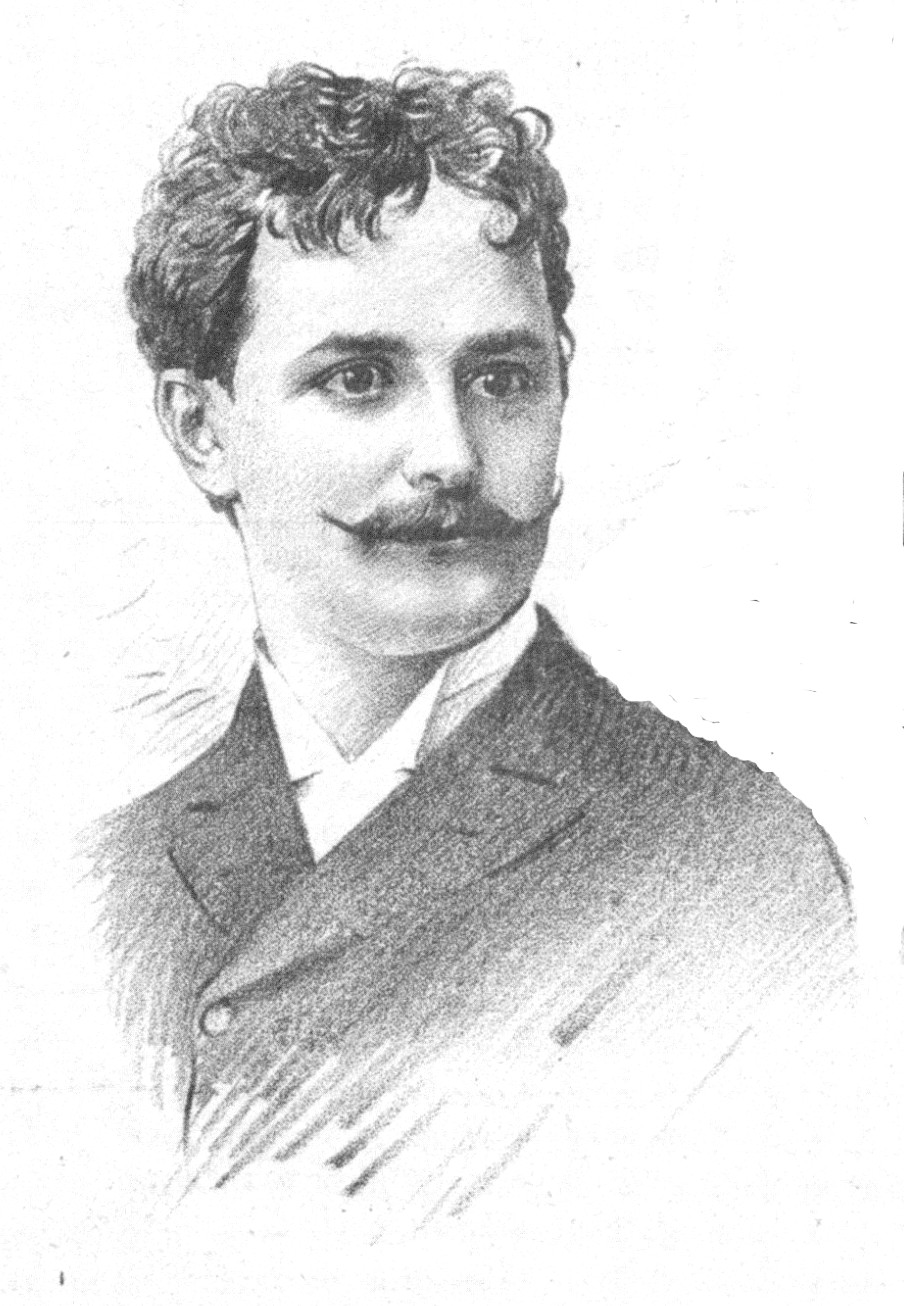
Josef Klein
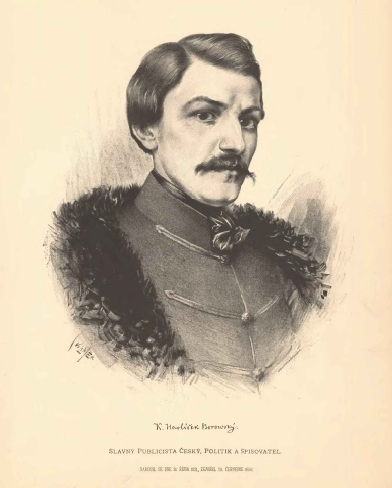
Karel Havlíček Borovský
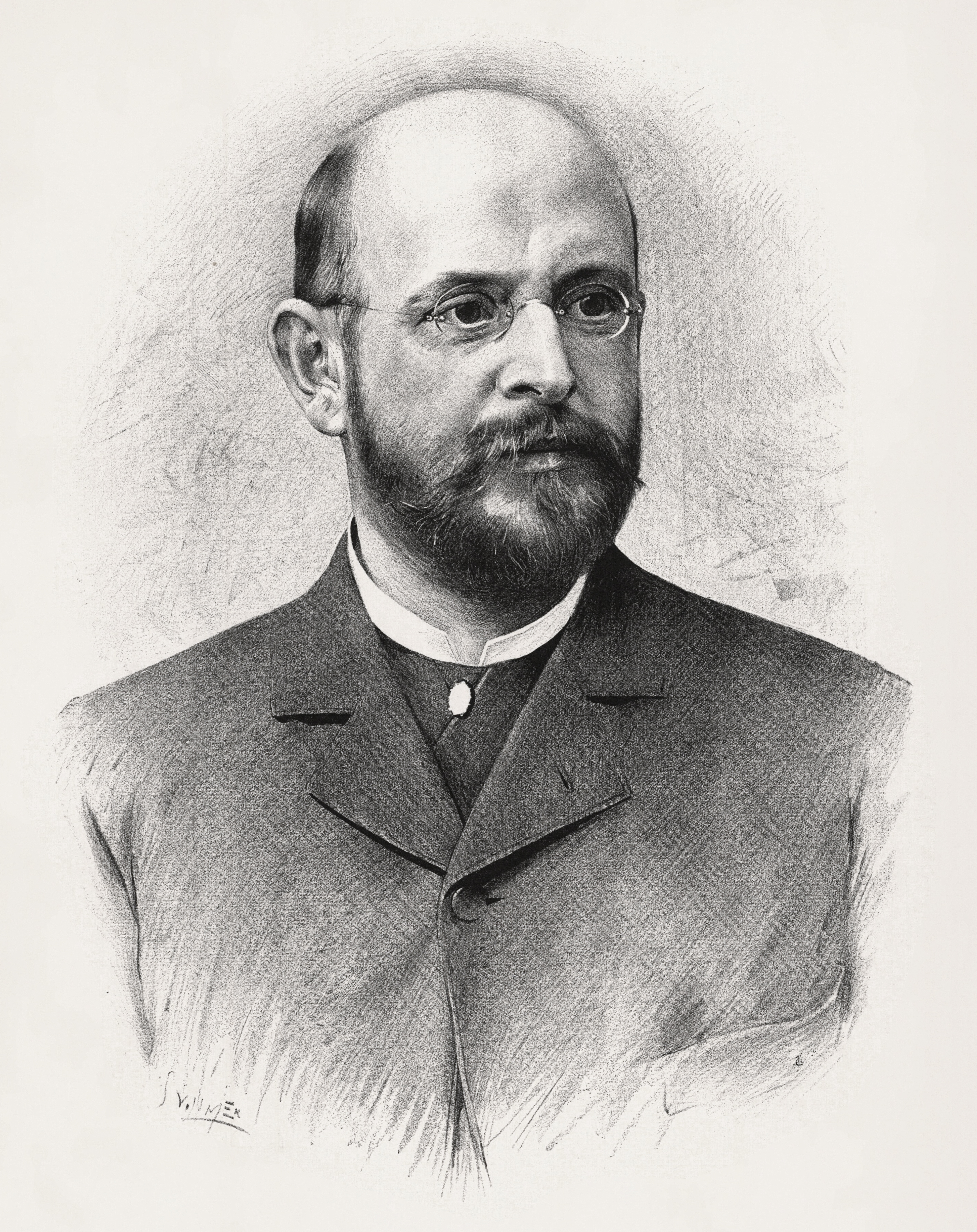
Alois Jirásek
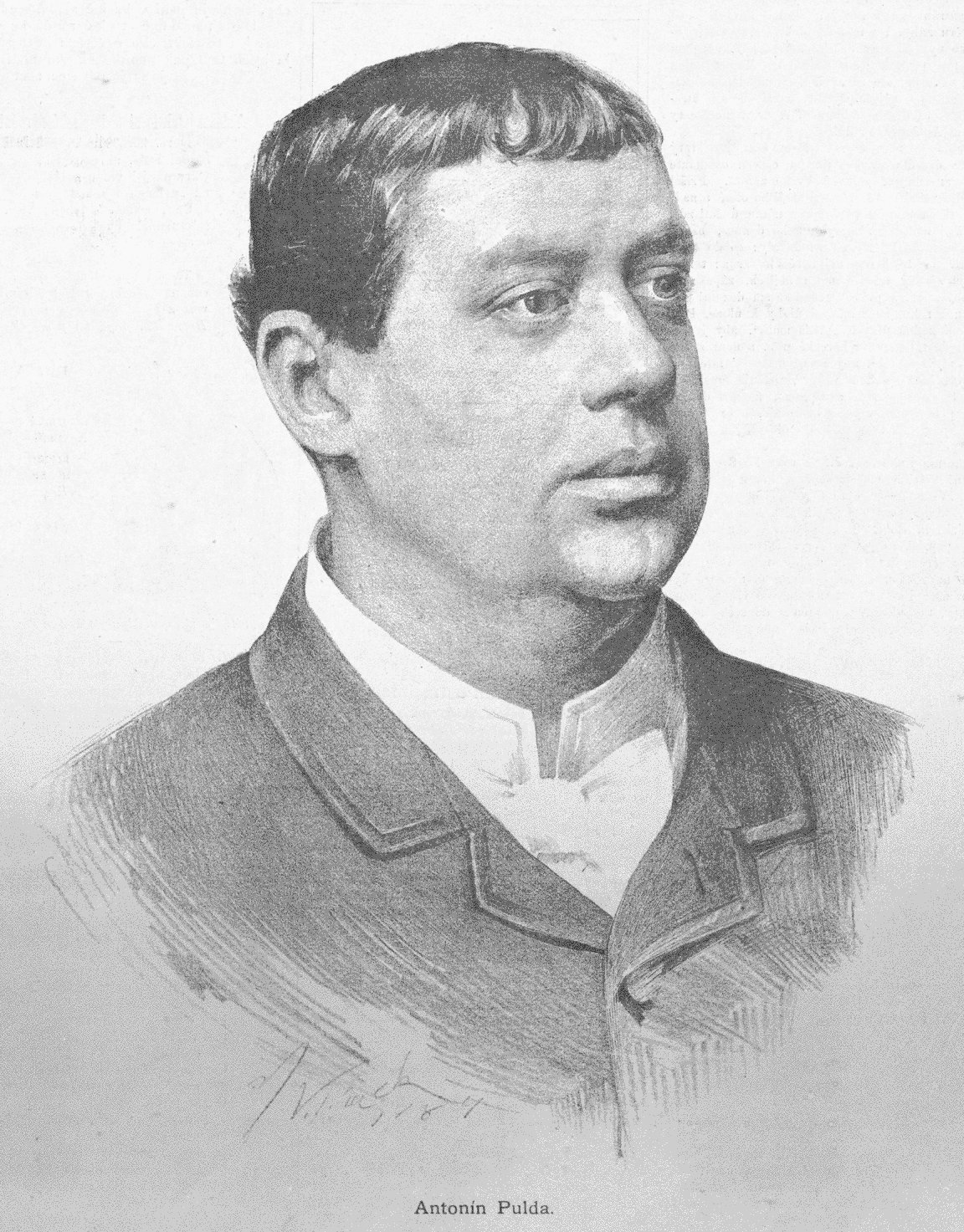
Antonín Pulda
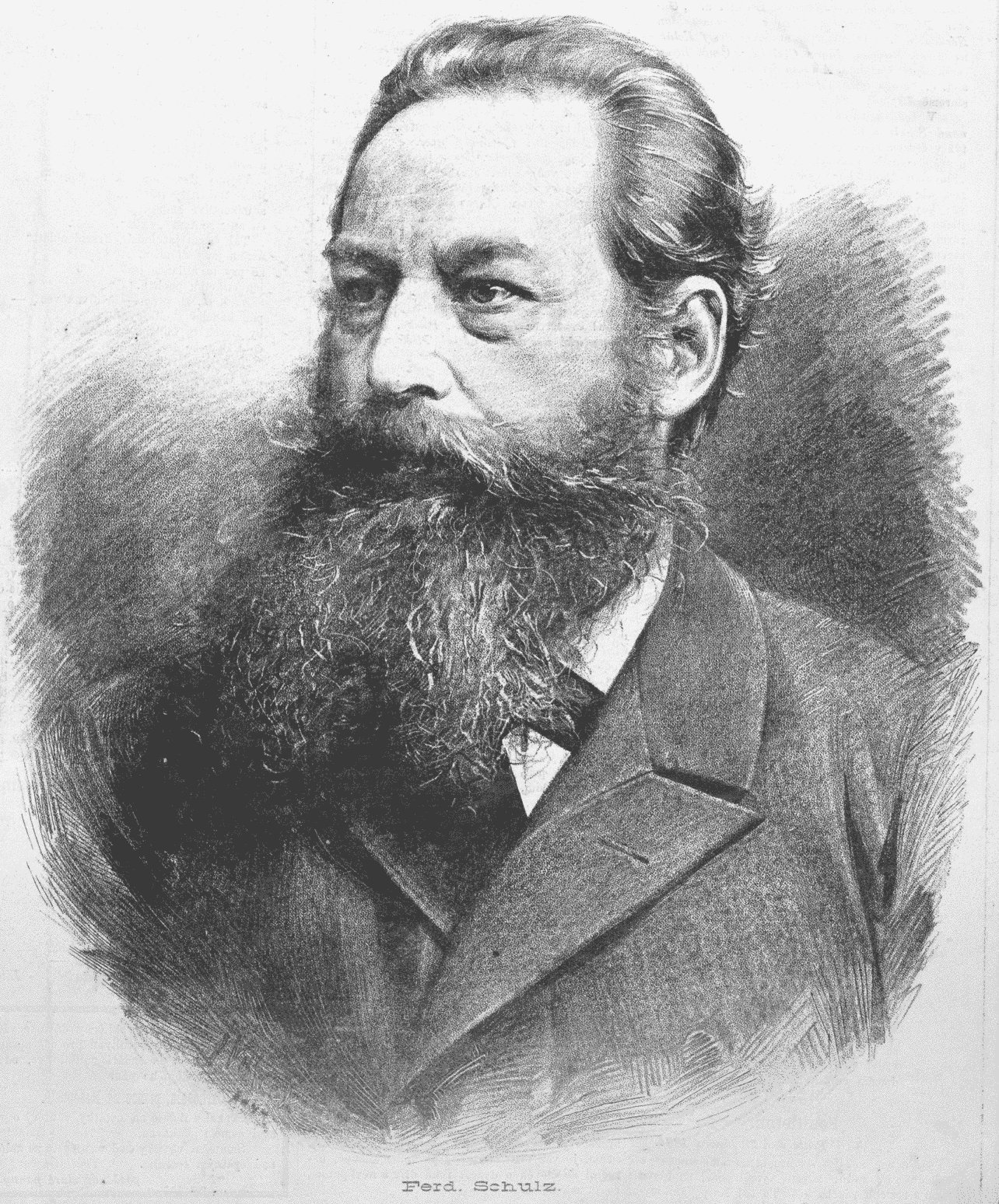
Ferdinand Schulz
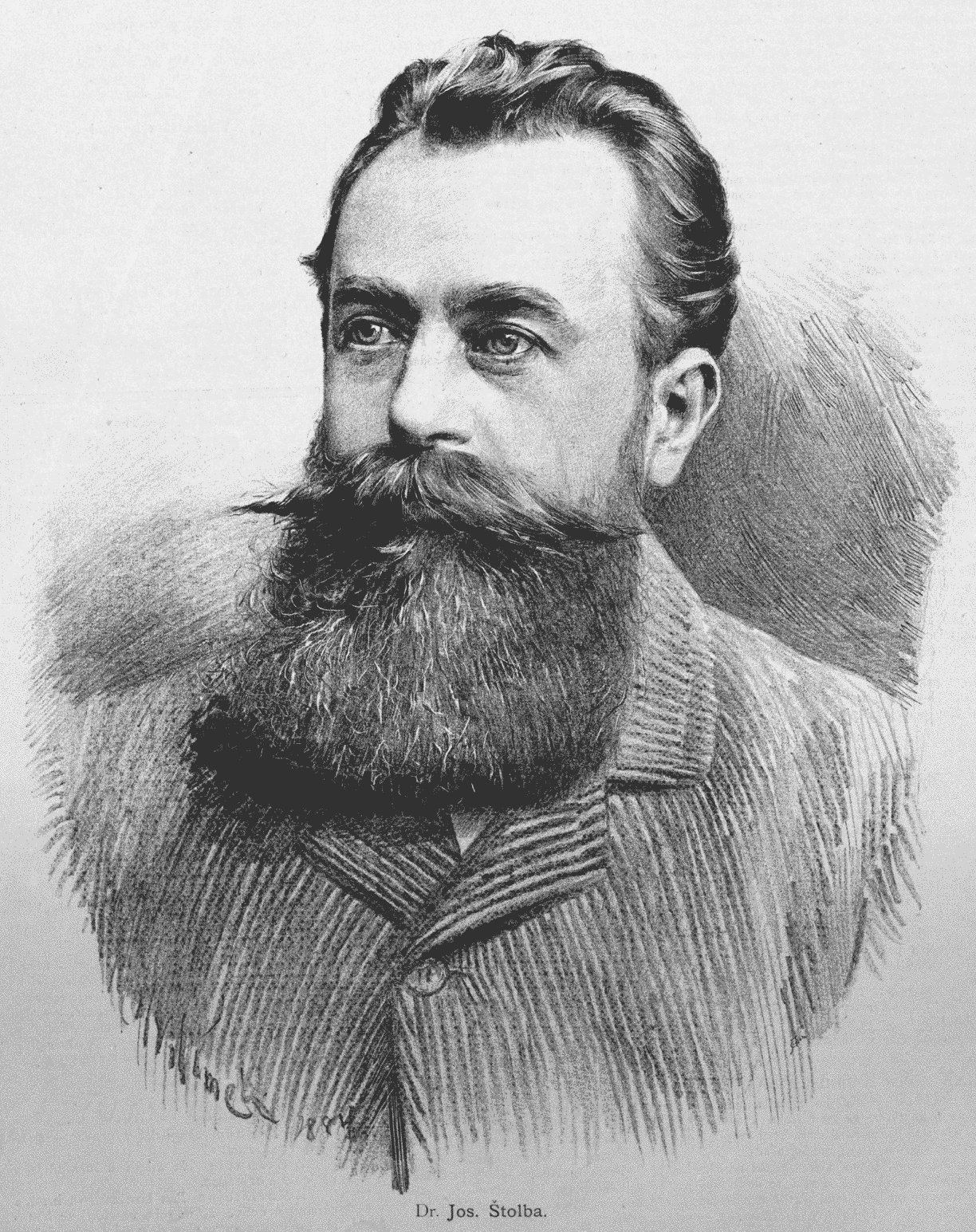
Josef Štolba
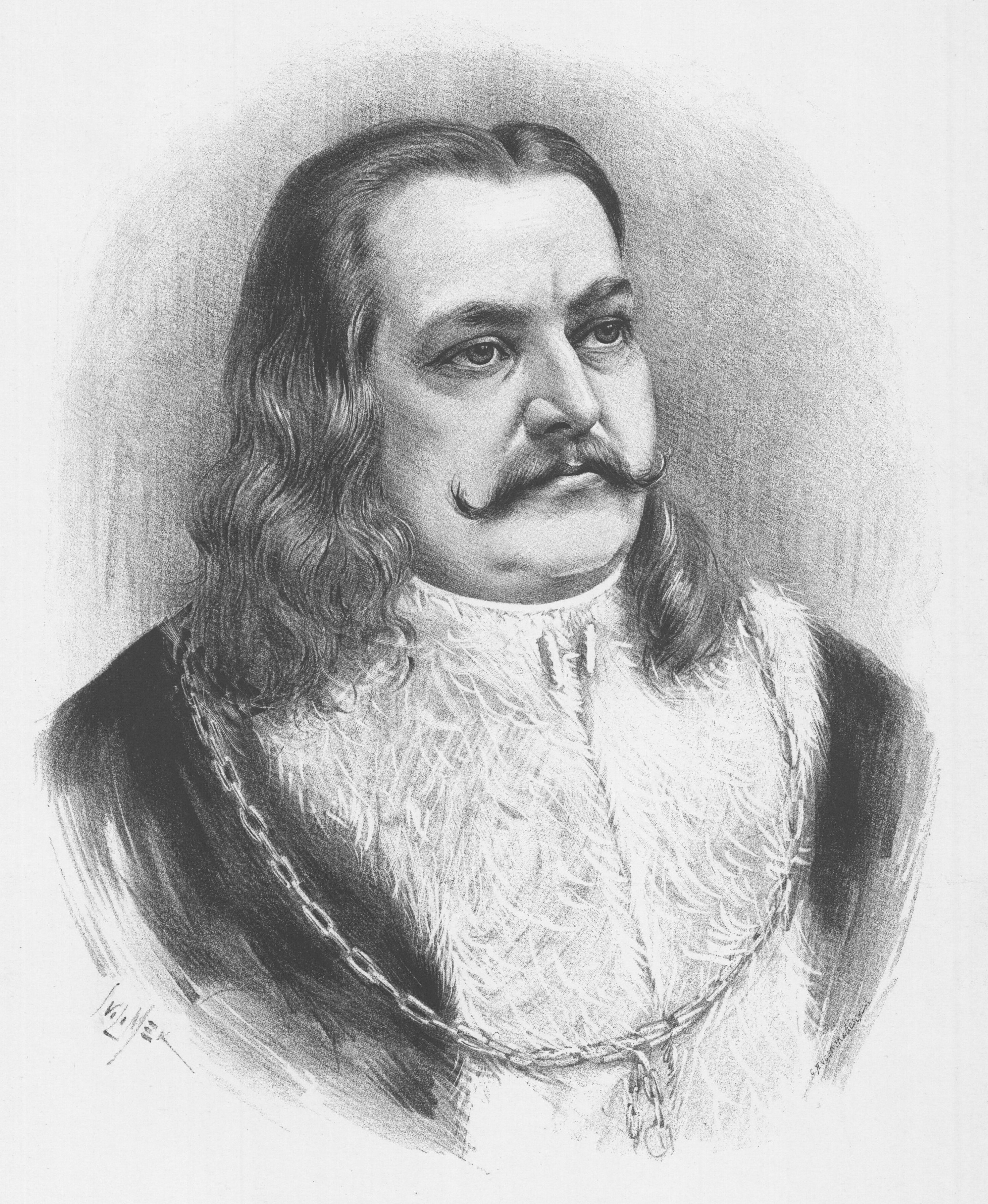
Jiří z Poděbrad
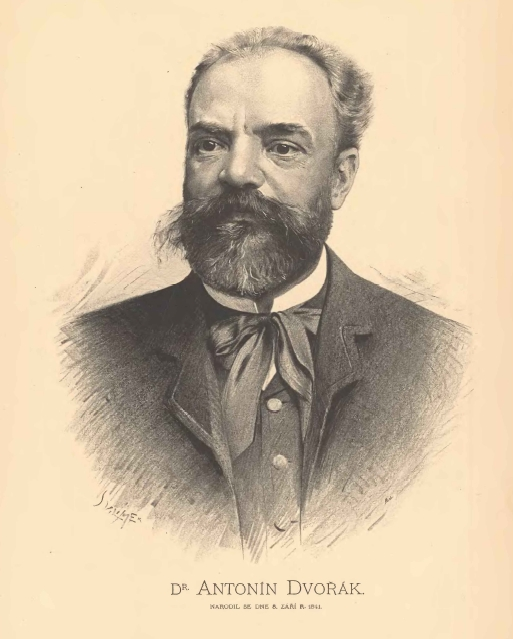
Antonín Dvořák
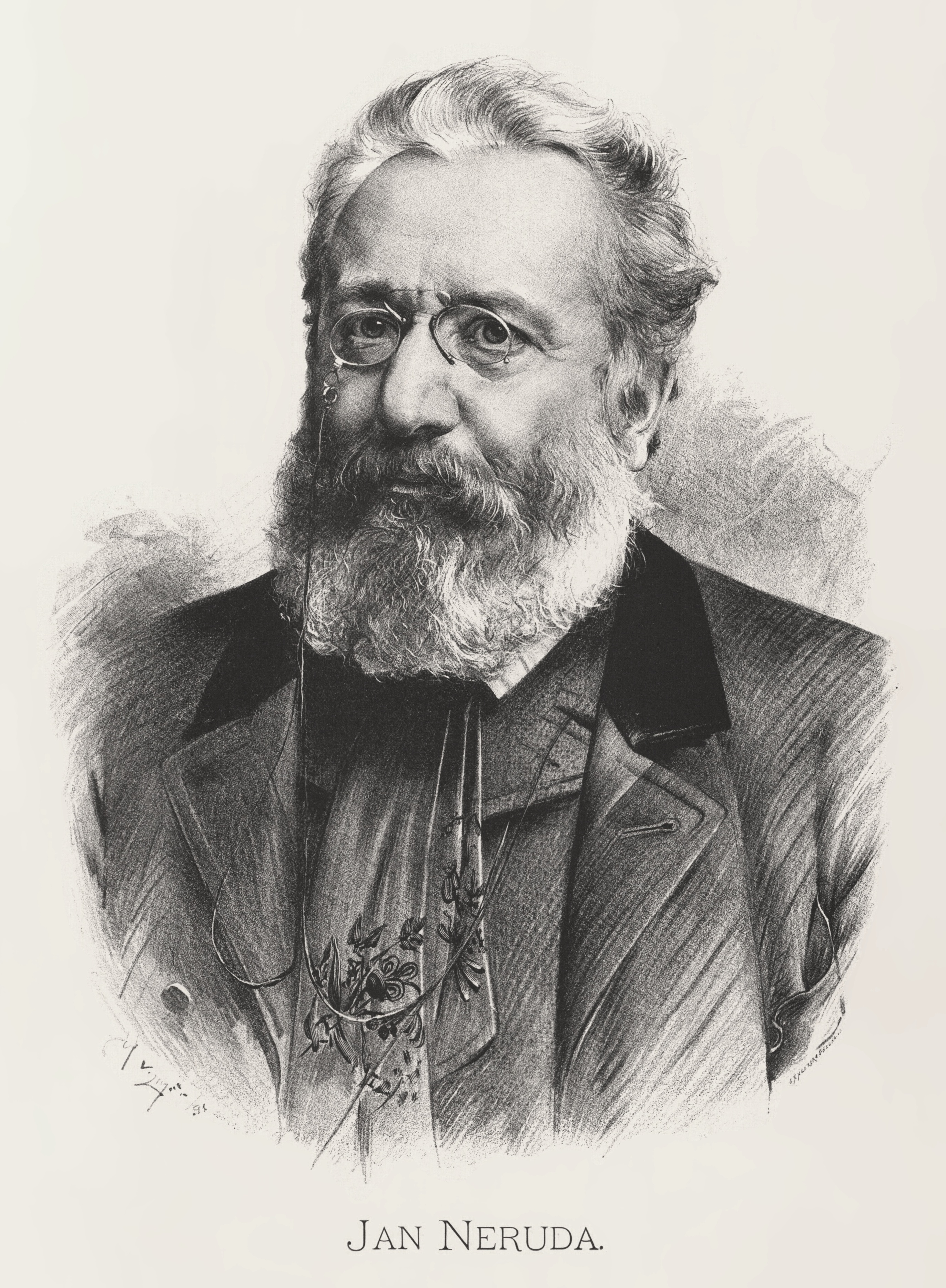
Jan Neruda
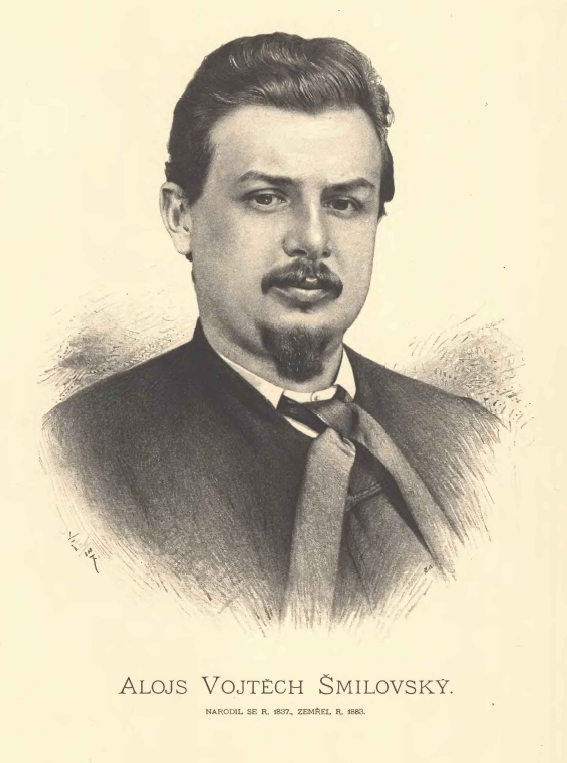
Alois Vojtěch Šmilovský
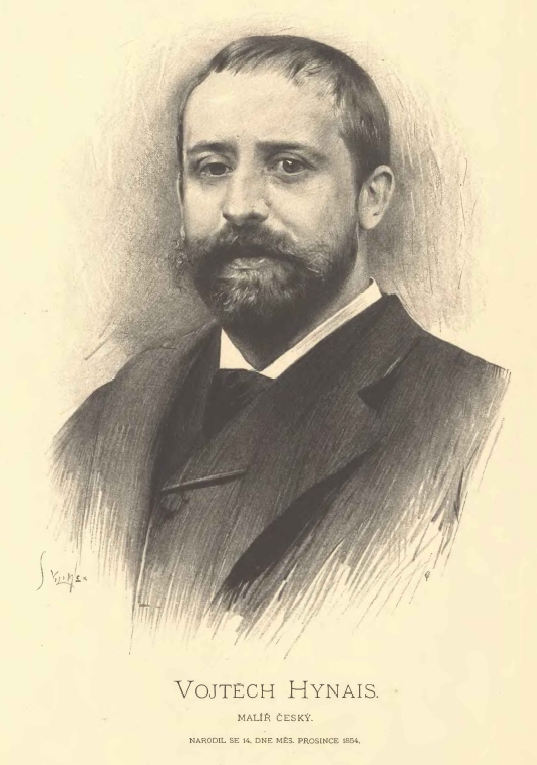
Vojtěch Hynais
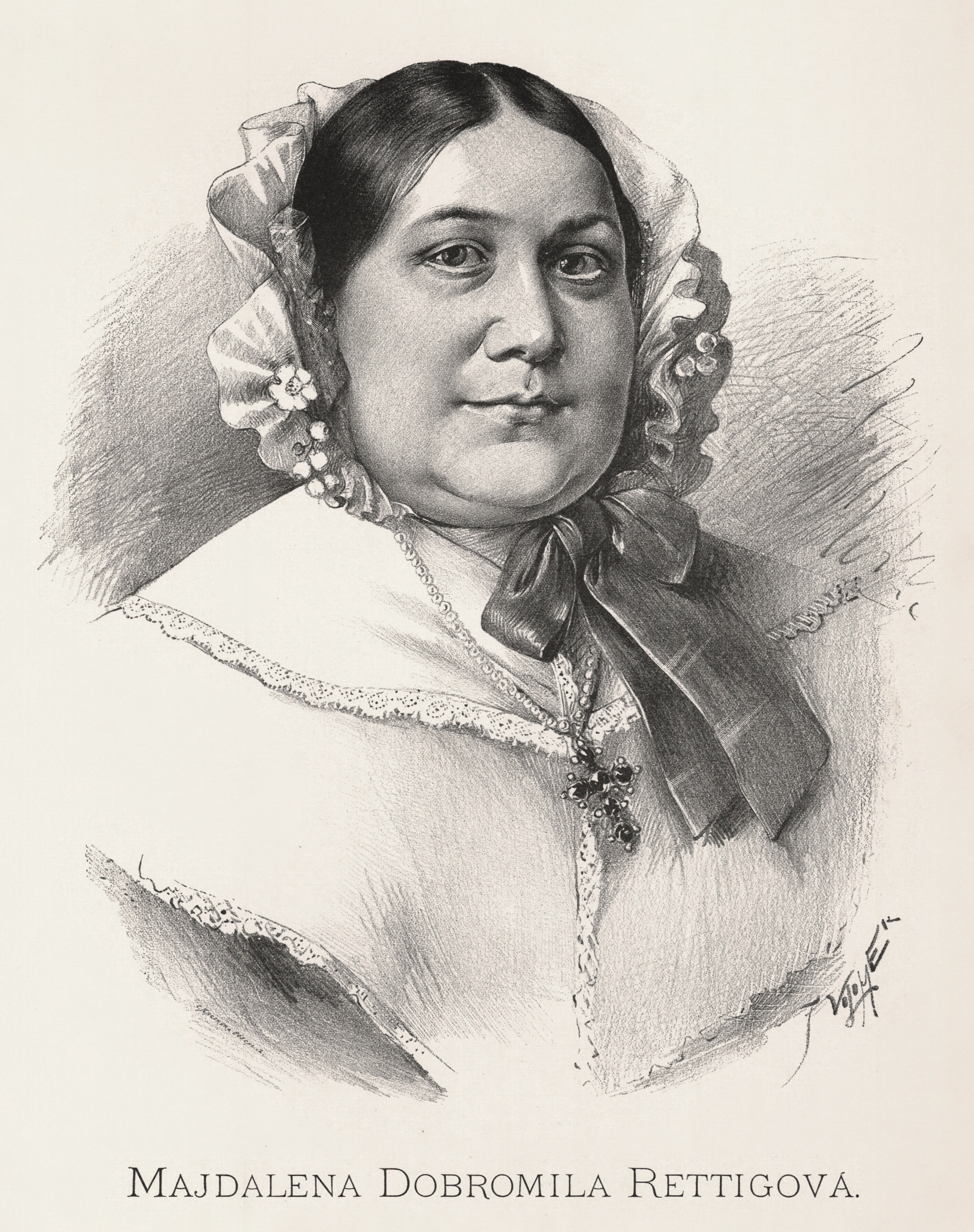
Magdalena Dobromila Rettigová
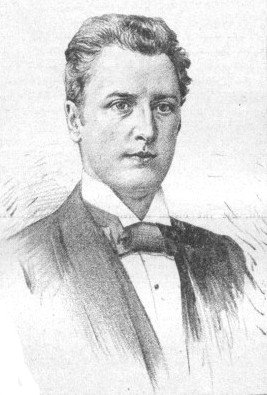
Otto Rippert
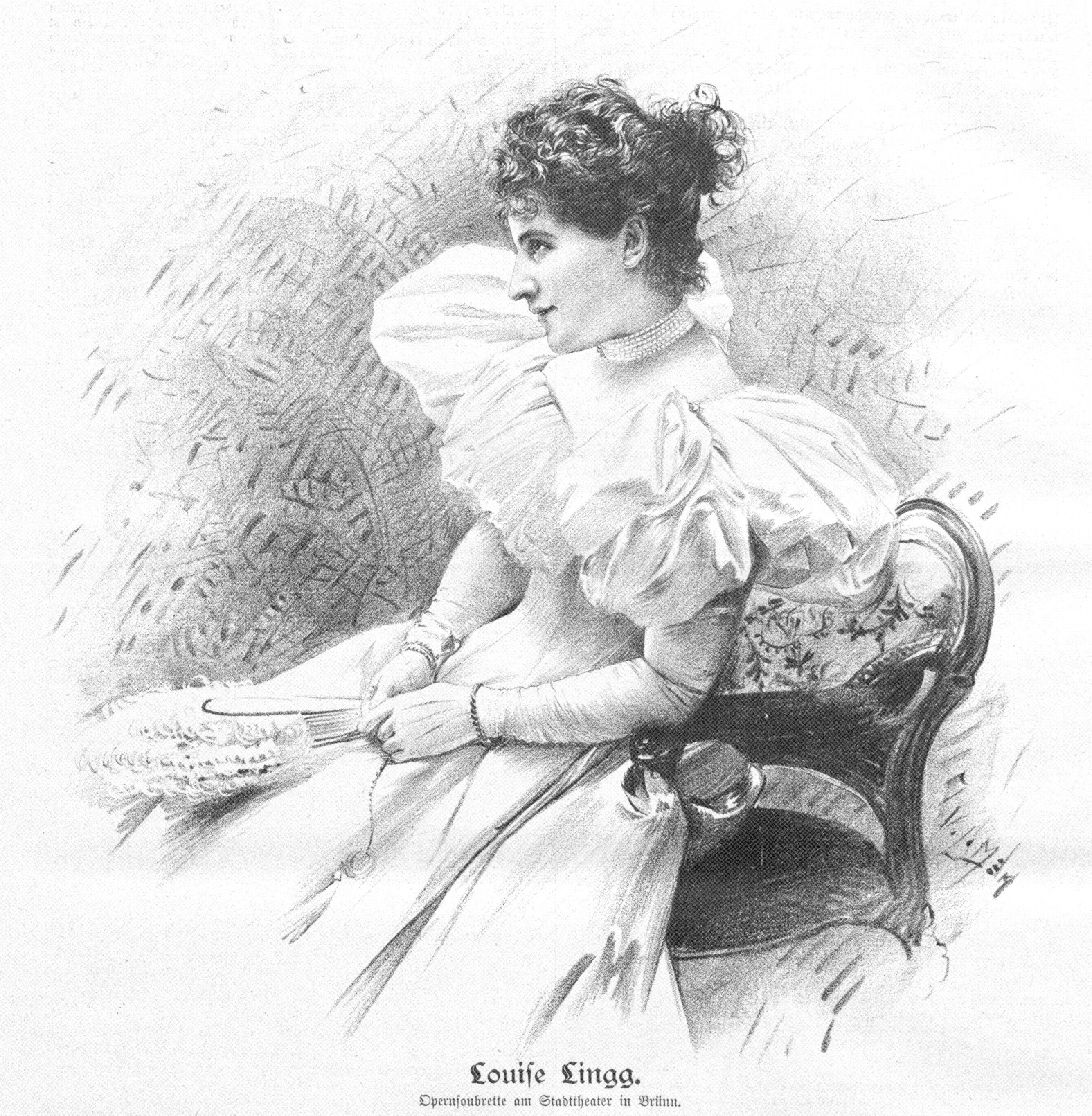
Luise del Zopp
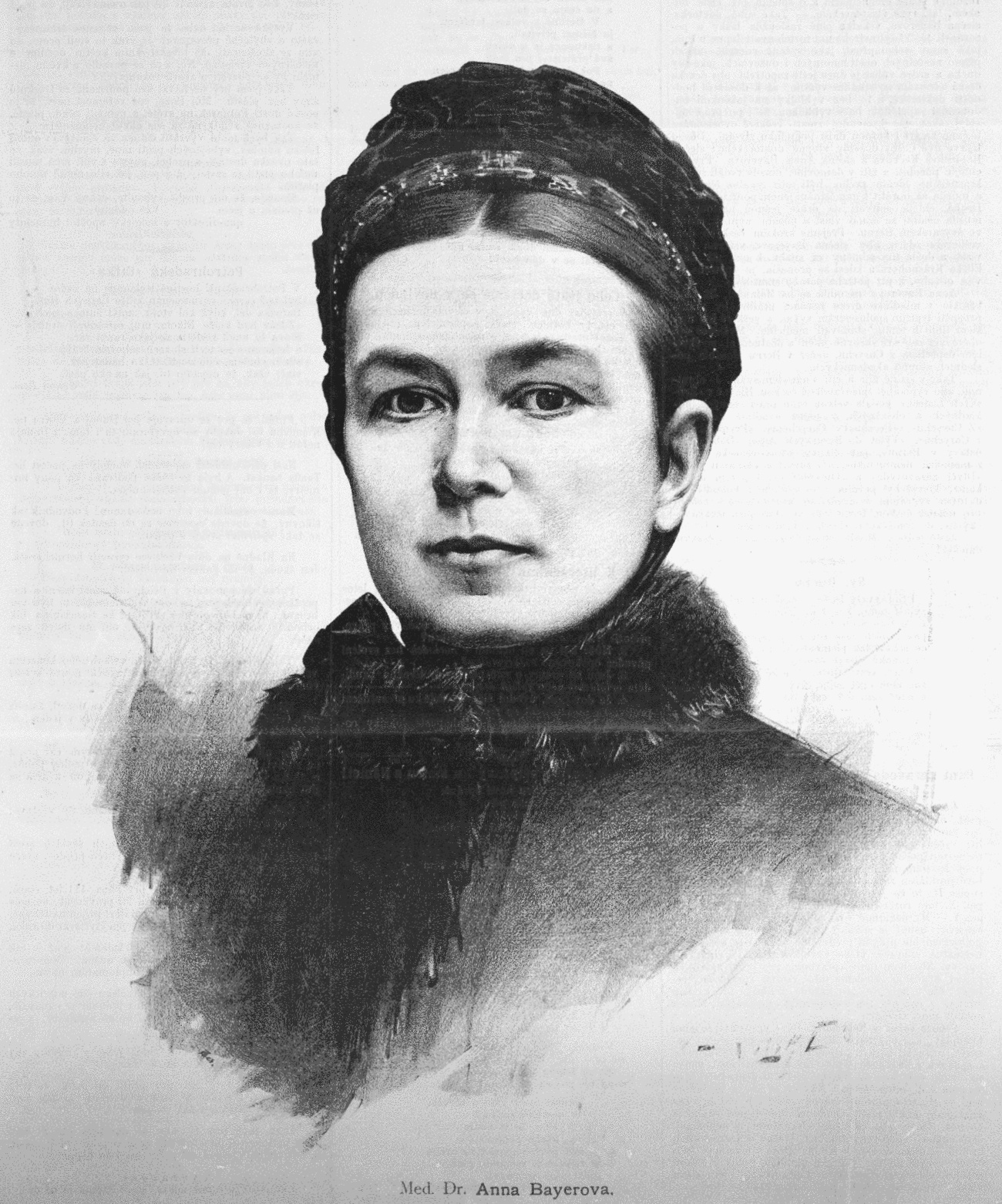
Anna Bayerová (en)